# Великий Московський Державний цирк
55°41′40″ пн. ш. 37°32′23″ сх. д. / 55.69444389° пн. ш. 37.53972194° сх. д.
Великий Московський Державний цирк (рос. Большой Московский Государственный цирк) на проспекті Вернадського — один з найбільших стаціонарних цирків у світі. Місткість глядацького залу 3310 місць, висота амфітеатру — 36 метрів. Має п'ять швидкозмінних манежів — кінний, льодовий, водний, ілюзійний, світловий і окремий манеж для репетицій. Розташований в Москві на перетині проспектів Вернадського та проспекту Ломоносова. Найближча станція метро — Університет.
З 20 листопада 2012 очолює цирк Запашний Едгард Вальтерович, народний артист Росії. Художній керівник цирку — народний артист Росії, — Запашний Аскольд Вальтерович. Перший заступник директора — Запашна Тетяна Василівна. Заступник директора з організаційних питань — Павло Михайлович Новиков.

## Історія
Великий Московський цирк був побудований під керівництвом архітекторів Вулиха Юхима Петровича (голови архітектурної групи) та Бєлопольського Якова Борисовича. Урочисто відкритий 30 квітня 1971. На час капітального ремонту цирку на Цвітному бульварі (1985—1989) Великий цирк був єдиним стаціонарним цирком у Москві.
На даний час Великий Московський Державний цирк — самостійний культурно-розважальний заклад з власними режисерами, балетмейстерами, музикантами, артистами, художниками та майстрами. Артисти цирку виступають практично у всіх відомих циркових жанрах. За час свого існування цирк представив понад сто програм, гастролював у понад 20 країнах світу.

## Постановки
- 1971 — «Вогні нового цирку»
- 1973 — «Москва зустрічає друзів»
- 1974 — «Сьогодні в цирку фестиваль»
- 1975 — «Балада про сміливих»
- 1976 — «Російська зима»
- 1980 — «Зірки олімпійської арени»
- 1981 — «Руслан і Людмила»
- 1982 — «Космічний зліт»
- 1984 — «Новорічний атракціон» (естрадно-циркова вистава за участю Алли Пугачової і Ігоря Кіо)
- 1994 — «Циркове рандеву»
- 1995 — «Циркова круговерть на льоду і на манежі»
- Рік випуску 1996 — «Срібне шоу на горах Воробйових»
- 2003 — «Весілля сойок» (музично-циркове ревю)
- 2004 — «Зоряний сезон»
- 2005 — «Циркова карусель»
- 2006 — «Циркова карусель-2»
- 2007 — «Мій світ — манеж»
- 2007—2008 — «Навколо світу за 130 хвилин»
- 2009 — «Золотий Буф»
- 2009 — «Світ дивовижних друзів»
- 2010 — «Світ дивовижних друзів-2»
- 2011 — «Ювілейний експрес»
- 2011 — «13 місяців»
- 2011 — «Великий Московський цирк»
- 2011 — «Золотий Буф 2»
- 2012 — «Ларібле»
- 2012 — «Золотий калейдоскоп» («Віва, Зорро!»)
- 2012 — «Острів мрій»
- 2013 — «Золотий горіх»
- 2013 — «Пори»
- 2013 — Всесвітній фестиваль циркового мистецтва «Ідол-2013»
- 2013 — «емоції і …»
- 2014 — «Небилиця»
- 2014 — «UFO.Цірк з іншої планети»
- 2014 — «БеспоНЯТЬе»
- 2014 — Всесвітній фестиваль циркового мистецтва «Ідол-2014»
- 2014 — «Конструктор»
- 2015 — «Like рашні»
- 2015 — Всесвітній фестиваль циркового мистецтва «ІДОЛ--2015»
- 2015 — "Л. Ь. Л. Ь. К. А. "
- 2015 — "Мр. Тигр "
- 2015 — «Віщий сон»
- 2016 — «емоції і …»
- 2016 — «Посланник»
- 2016 — Всесвітній фестиваль циркового мистецтва «ІДОЛ 2016»
- 2016—2017 — ЦіркUS 2.0
- 2016—2017 — «Снігова Королева»
- 2017 — Всесвітній фестиваль циркового мистецтва «ІДОЛ-2017»
- 2017 — Гала-шоу переможців «ІДОЛ»
- 2017—2018 — «Царівна-Несміяна»
- 2018 — «ЕпіЦЕНТРМіра»

## Виноски
1. ↑  OpenStreetMap — 2004.
2. ↑  Сторінка «Наш цирк» на офіційному сайті Великого Московського цирку на проспекті Вернадського [Архівовано 15 березня 2011 у Wayback Machine.] (рос.)
3. 1 2 3 4  Сторінка «Керівництво» на офіційному сайті цирку [Архівовано 11 серпня 2013 у Wayback Machine.] (рос.)
4. ↑  Повідомлення про призначення на посаду [Архівовано 2013-01-12 у Wayback Machine.] (рос.)